# Henry Herbert, 7. Earl of Carnarvon

Wappen der Earls of Carnarvon

Henry George Reginald Molyneux Herbert, 7. Earl of Carnarvon, KCVO, KBE, DL (* 19. Januar 1924 in Highclere Castle, Hampshire; † 11. September 2001 in Winchester, Hampshire) war ein britischer Peer und seit 1969 Manager der Rennpferde von Königin Elisabeth II.

## Familie
Er war der einzige Sohn von Henry Herbert, 6. Earl of Carnarvon, mit seiner ersten (amerikanischen) Ehefrau Anne Wendell. Als Heir apparent seines Vaters führte er zu dessen Lebzeiten den Höflichkeitstitel Lord Porchester. Beim Tod seines Vaters erbte er 1987 dessen Adelstitel als 7. Earl of Carnarvon und 7. Baron Porchester.
Wie sein Vater verliebte sich Herbert ebenfalls in eine Angloamerikanerin, Jean Margaret Wallop aus Big Horn, Wyoming, Enkelin des 8. Earl of Portsmouth Sie heirateten am 7. Januar 1956. Der Earl und die Countess of Carnarvon hatten drei Kinder:
- George Herbert, 8. Earl of Carnarvon (* 1956), ⚭ (1) Jayne M. Wilby, ⚭ (2) Fiona J. M. Aitken;
- Hon. Henry Malcolm Herbert (* 1959), ⚭ 1992 Francesca V. Bevan;
- Lady Carolyn Penelope Herbert (* 1962), ⚭ 1985 John Frederick Rufus Warren.[6]

## Karriere
Herbert besuchte das Eton College. Er diente als Lieutenant der Royal Horse Guards in der British Army und war von 1963 bis zu seinem Tod Honorary Colonel des 116th (Hampshire Fortress) Engineer Regiment der Territorial Army.
Er war vor allem als lebenslanger persönlicher Freund von Königin Elisabeth II. bekannt sowie als Manager ihrer Pferdeställe. Die Königin nannte ihn „Porchie“ nach seinem früheren Höflichkeitstitel, den er bis zum Tod seines Vaters verwendete. Das Management übernahm nach seinem Tod sein Schwiegersohn John Warren. Die Königin zeichnete ihn 1976 als Knight Commander des Order of the British Empire (KBE) und 1982 als Knight Commander des Royal Victorian Order (KCVO) aus.
1965 wurde Herbert Deputy Lieutenant (D.L.) von Hampshire. Von 1965 bis 1974 war er County Alderman für Hampshire. Herbert war ein unabhängiges Mitglied des Hampshire County Council (später trat er der Tory-Fraktion bei) und wurde dessen Vorsitzender. Er war auch Vorsitzender des South East Economic Planning Council. 1977 erhielt er das Amt des High Steward von Winchester und 1980 wurde ihm die Ehrendoktorwürde eines Doctor of Science (D.Sc.) der Universität Reading verliehen. Aufgrund seiner ererbten Peerstitel hatte er von 1987 einen Sitz im britischen House of Lords inne. Er gehörte zu den Erbadligen, die gewählt wurden ihren Parlamentssitz auch nach dem Inkrafttreten des House of Lords Act 1999 zu behalten.
Er starb 2001 im Alter von 77 Jahren.